# Trintelzand
Het Trintelzand is een natuurgebied aan de noordkant van het Markermeer, gelegen tegen de westelijke zijde van de Houtribdijk, gelokaliseerd langs het deeltraject tussen de vluchthaven Trintelhaven en Enkhuizen. Het betreft de dijkvakken 1, 2 en 3. De plaatselijke diepte van het Markermeer is hier gering, zo'n 2 m. Meer naar het midden en aan de kant van het IJsselmeer van de Houtribdijk bevindt zich de Trintelhaven, op ongeveer tien kilometer afstand van Enkhuizen. Daar beginnen de zuidelijke dijkvakken 4, 5 en 6 tot aan Lelystad, waarbij de diepte merendeels 4 m bedraagt.
Trintelzand maakt onderdeel uit van Nationaal Park Nieuw Land. Het natuurgebied bestaat uit moeras, zandplaten, dammen, slikvelden en rietoevers, met een oppervlakte van in totaal 532 ha. Het werd in de periode 2019-2020 door Rijkswaterstaat aangelegd binnen het project Versterking Houtribdijk, dat onderdeel is van het landelijke Hoogwaterbeschermingsprogramma (HWBP), waarbij men de dijk in het Markermeer en het IJsselmeer versterkt. Annex daaraan werden in het Markermeer in twee fasen Trintelzand A en Trintelzand B gerealiseerd.
Een dergelijk leefgebied had in eerdere plannen gerealiseerd zullen worden in de Hoornse Hop.

## Naam
De Trindel of Trintel was vroeger een zandplaat aan de noordzijde van Enkhuizen tegen de zeewering, zoals nog door Wagenaar vermeld. De naam is waarschijnlijk afgeleid van ’t Rindel, de naam van een vaargeul. In 1540 werd deze vaargeul Ranserdiep genoemd, circa 1700 Ril of Rel. Een ril is een groef, geul of vore.

## Functies
In dit project worden waterveiligheid, natuur en waterkwaliteit gecombineerd. Een groot deel van deze nieuwe natuur is niet direct zichtbaar, omdat deze zich onder water bevindt. Doordat het variatie aanbrengt in het onderwaterlandschap gaan er meer verschillende plant- en diersoorten voorkomen in het Markermeer en wordt de waterkwaliteit verbeterd.
Het ontwerp is in overleg met provincie Flevoland, provincie Noord-Holland en Natuurmonumenten geschikt gemaakt voor de Kaderrichtlijn Water-opgave in het Markermeer. Veel maatregelen volgens de Kaderrichtlijn worden uitgevoerd in combinatie met andere projecten, zoals Natura 2000.

## Twee fasen
De werkzaamheden aan de Houtribdijk en Trintelzand zijn in juni 2020 officieel opgeleverd. Het eerste gedeelte van het Trintelzand (270 ha), meer oostwaarts in de richting van Lelystad, is een moerasgebied gemaakt met slib, dat als restproduct van de zandwinning afkomstig was uit winputten in de directe omgeving. Het bestaat uit zandplaten, zogenoemde plas-drasmilieus en ondiep water in de luwte van de zandige oevers. Samen gaan deze leefgebieden een ondiepe baai vormen, met veel waterplantvelden en rietland. Het wordt een paai- en leefgebied voor vissen en andere waterdieren, die weer voedsel zijn voor vogels, zoals kuifeenden, visdieven en futen.
Eind 2019 werd gestart met de tweede fase van Trintelzand. Deze uitbreiding van 155 ha., meer aan de kant van Enkhuizen, kreeg een droger karakter en zal voornamelijk bestaan uit zandplaten, die enigermate van vorm mogen veranderen. De zandige oevers lagen er vanaf april 2020 al groen bij.